# Sébastien Frey
Sébastien Frey (Thonon-les-Bains, 1980. március 18. –) francia válogatott labdarúgó.

## Pályafutása

### Klubcsapatban
Frey a Cannes csapatában kezdte meg profi pályafutását 1997-ben. Két sikeres szezon után az olasz A ligás Internazionale csapatához szerződött, de 2 év után ismét továbbállt, a Parma FC-hez, mely csapattal a 2001–2002-es szezon végén Olasz Kupát nyert. Jelenlegi csapatához a 2005–2006-os szezon kezdetén csatlakozott, először csak kölcsönbe, majd 2006-ban szerződést írt alá. 2011 és 2013 között a Genoa játékosa. 2013 és 2015 között Bursaspor játékosa.

### A válogatottban
Első válogatottbeli meghívóját még 2004-ben kapta, azonban nem kapott szerepet a Lengyelország elleni novemberben megrendezett mérkőzésen.
Első válogatottbéli szereplésére 2007. november 21-ig kellett várnia, ekkor játszhatott az Ukrajna elleni EB selejtező mérkőzésen, amely 2–2-es döntetlennel zárult. Tagja volt a 2008. évi Európa-bajnokságra utazó francia keretnek, de Grégory Coupet mellett nem sok lehetőséget kapott a bizonyításra. Végül 2008. augusztus 20-án hivatalosan bejelentette visszavonulását a válogatottból.

## Családja
Frey nagyapja (André Frey) és édesapja (Raymond Frey) is profi labdarúgó volt, utóbbi szintén Sebastien posztján szerepelt.
Sebastien öccse, Nicholas szintén profi labdarúgó, jelenleg az A.C. Chievo Verona labdarúgója.

## Sikerei, díjai
1. ↑  transfermarkt.com. transfermarkt.com . (Hozzáférés: 2017. október 9.)
2. ↑  Argentine Soccer Database (spanyol nyelven)